# Kenneth McNeill
Kenneth „Ken“ Augustus McNeill, OJ, (* 18. Februar 1918 in St. Mary; † 4. Dezember 2001) war ein jamaikanischer Mediziner und Politiker der People’s National Party (PNP). 

## Leben
Als junger Mann war er als Arzt am Kingston Public Hospital tätig, später auch als Chirurg. 1955 gründete McNeill die Jamaica Cancer Society (Jamaikanische Krebsgesellschaft).
Seine politische Laufbahn begann 1962, als er zum Senator für die Opposition ernannt wurde. 1969 wurde McNeill in der Nachfolge des verstorbenen Norman Manley Mitglied des Repräsentantenhauses für den Wahlkreis East Central St. Andrew. Er blieb auch nach den folgenden Wahlen Mitglied des Repräsentantenhauses, wobei er zu den Parlamentswahlen im Jahr 1976 in den Wahlkreis Northwest St. Andrew wechselte. Von 1972 bis 1976 diente er seinem Land als Gesundheitsminister, später auch als Minister für den öffentlichen Dienst.
Im Jahr 1977 wurde er mit dem Order of Jamaica ausgezeichnet.
In späteren Jahren betätigte er sich als Hotelier und eröffnete eine Ferienanlage in Negril und beteiligte sich damit an der Entwicklung des Tourismus in dieser Region.
McNeill war verheiratet und Vater von fünf Kindern. Einer seiner Söhne ist der Politiker Wykeham McNeill. 